# Abdoul Kader Arzakou
Abdoul Kader Arzakou (ur. 31 grudnia 2000) – nigerski piłkarz grający na pozycji defensywnego pomocnika. Od 2022 roku jest zawodnikiem klubu AS Douanes Niamey.

## Kariera klubowa
Swoją piłkarską karierę Arzakou rozpoczął w klubie Akokana FC. W sezonie 2017/2018 zadebiutował w jego barwach w pierwszej lidze nigerskiej. W latach 2018–2021 występował w Urana FC, a w sezonie 2021/2022 w US GN. W 2022 przeszedł do AS Douanes Niamey.

## Kariera reprezentacyjna
W reprezentacji Nigru Arzakou zadebiutował 28 sierpnia 2022 w przegranym 0:1 meczu Mistrzostw Narodów Afryki 2022 z Togo, rozegranym w Lomé.